# Olympiade d'échecs de 2004

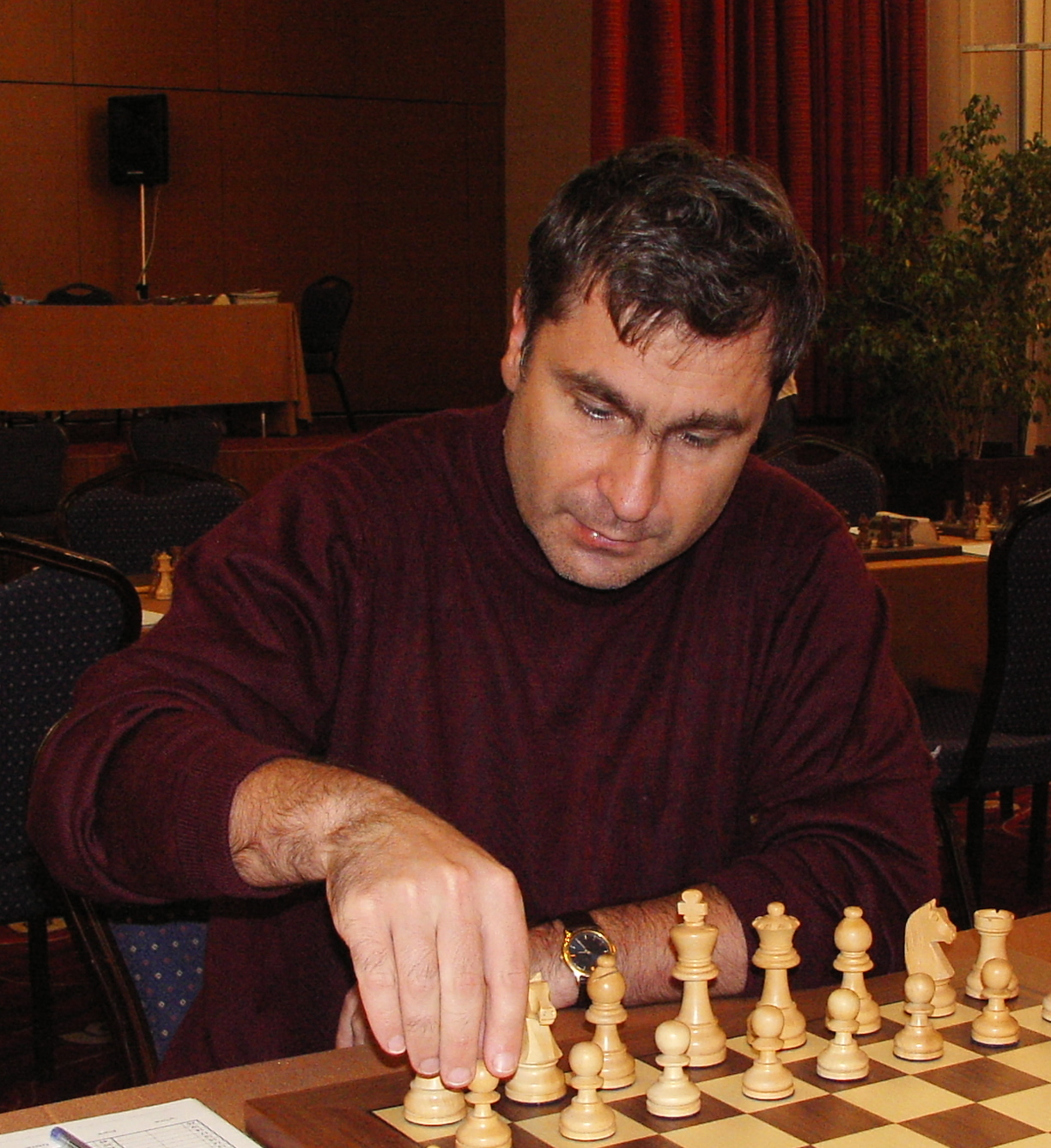
Vassili Ivantchouk, premier échiquier de l'équipe victorieuse d'Ukraine.

L'Olympiade d'échecs de 2004 est une compétition mondiale par équipes et par pays organisée par la FIDE. Les pays s'affrontent sur 4 échiquiers par équipe de 6 joueurs (4 titulaires et 2 suppléants). Les équipes féminines ont 4 joueuses sur 3 échiquiers. 
Cette 36e Olympiade s'est déroulée du 14 au 30 octobre 2004 à Calvià, station balnéaire de l'île de Majorque en Espagne.
Les points ne sont pas attribués au regard des résultats des matches inter-nations, mais en fonction des résultats individuels sur chaque échiquier (un point par partie gagnée, un demi-point pour une nulle, zéro point pour une défaite).

## Tournoi masculin

### Contexte
Cette Olympiade réunit 127 nations, plus les équipes d'Espagne B et C.
La compétition se déroule en poule unique sur 14 rondes selon le système suisse.
La cérémonie de clôture est entachée d'un incident opposant la police espagnole au vice-président de la FIDE, le géorgien Zurab Azmaiparashvili placé en garde à vue pendant 48 heures.

### Résultats
| Classement final | Classement final | Points | Composition de l'équipe                                                   |
| ---------------- | ---------------- | ------ | ------------------------------------------------------------------------- |
| 1er              | Ukraine          | 39,5   | Ivantchouk, Ponomariov, Volokitine, Moiseenko, Eljanov, Kariakine.        |
| 2e               | Russie           | 36,5   | Morozevitch, Svidler, Grichtchouk, Dreïev, Khalifman, Zviaguintsev.       |
| 3e               | Arménie          | 36,5   | Akopian, Aronian, Vaganian, Lputian, Sargissian, Minassian.               |
| 4e               | États-Unis       | 35     | Onischuk, Shabalov, Goldin, Kaidanov, Novikov, Gulko                      |
| 5e               | Israël           | 34,5   | Guelfand, Sutovsky, Smirin, Avroukh, Huzman, Roiz                         |
| 6e               | Inde             | 34     | V. Anand, K. Sasikiran, P. Harikrishna, S. Ganguly, A. Kunte, C. Sandipan |
| 7e               | Cuba             | 33,5   |                                                                           |
| 8e               | Pays-Bas         | 33     |                                                                           |
| 9e               | Bulgarie         | 32,5   |                                                                           |
| 10e              | Espagne          | 32,5   |                                                                           |

Après une longue domination des Olympiades, la Russie est battue par une jeune équipe d'Ukraine (22 ans de moyenne d'âge). Elle ne sauve la deuxième place face à l'Arménie que d'un seul point au Buchholz (460 à 459).

### Équipes francophones
La France se classe 23e avec 31,5 points. La Belgique est 58e avec 28,5 points, Winants réalise une performance de 2651 au 1er échiquier.
- Pour la France : Lautier, Fressinet, Dorfman, Nataf, Degraeve, Fontaine.
- Pour la Belgique : Winants, Cekro, Van der Stricht, Abolianin, Van Beers, Laurent.

## Tournoi féminin
88 nations participent, plus l'équipe d'Espagne B.
La compétition se déroule en poule unique sur 14 rondes selon le système suisse.
| Classement final | Classement final | Points | Composition de l'équipe                                        |
| ---------------- | ---------------- | ------ | -------------------------------------------------------------- |
| 1er              | Chine            | 31     | Xie Jun, Xu Yuhua, Zhao Xue et Huang Qian                      |
| 2e               | États-Unis       | 28     | S. Polgar, I. Krush, A. Zatonskih et J. Shahade                |
| 3e               | Russie           | 27,5   | A. Kosteniouk, T. Kosintseva, E. Kovalevskaïa et N. Kosintseva |

La Géorgie battue au départage par la Russie rentre dans le rang et précède la France qui termine 5e avec 25,5 points. C'est de loin la meilleure performance de l'équipe depuis la création des olympiades (performance masculine y compris).
L'équipe chinoise (Xie Jun, Xu Yuhua, Zhao Xue, Huang Qian) écrase la compétition. Elle a 6 points d'avance après la 9e ronde et peut se permettre de terminer en roue libre.